# Appartement

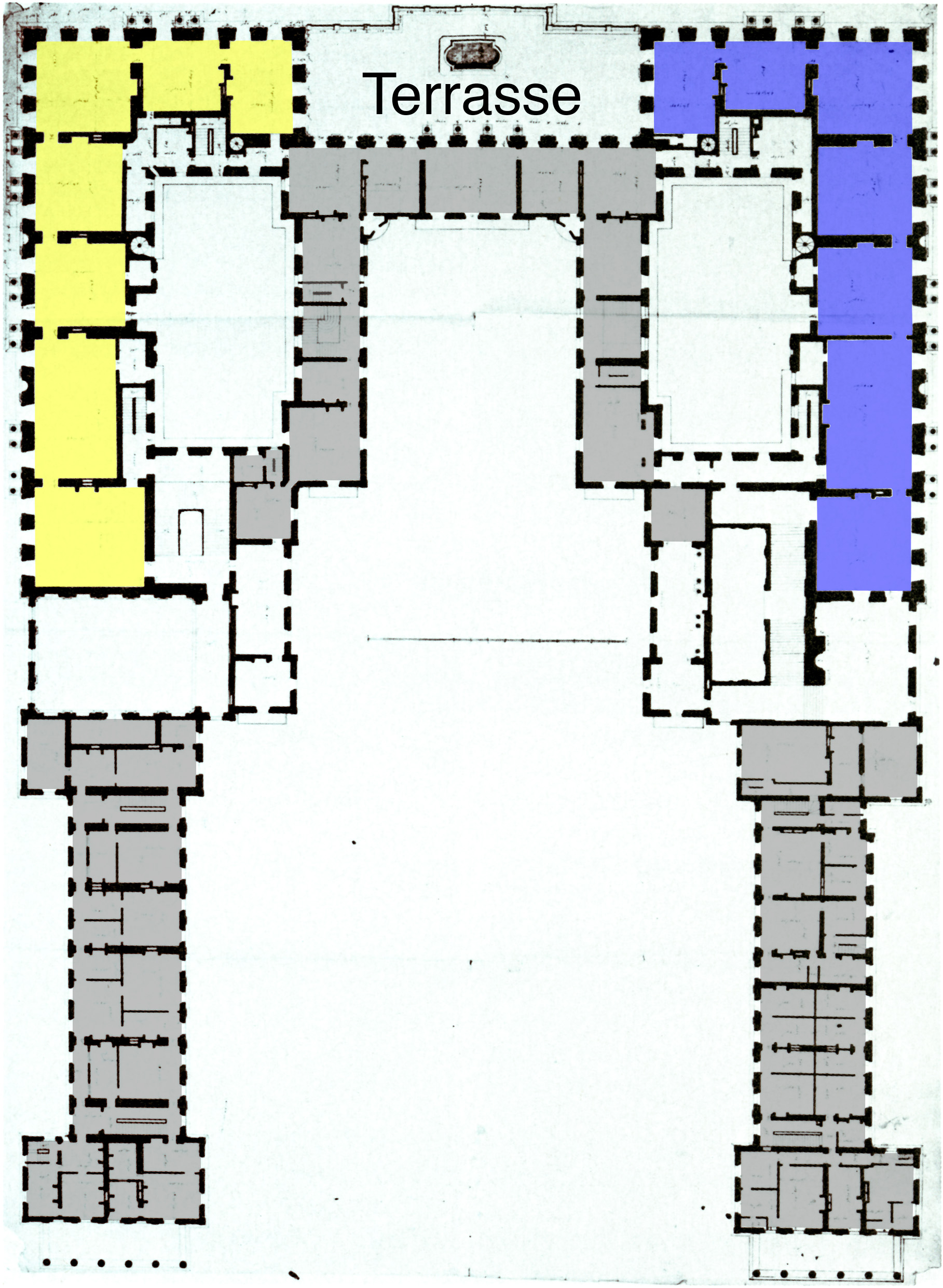
El appartement del Rey (azul) y el de la Reina (amarillo) en Versailles.

Un appartement es un vocablo francés que designa un conjunto de estancias en los palacios franceses, y posteriormente europeos, desde mediados del siglo XVI hasta finales del XIX. En español se traduce como "apartamento", palabra que actualmente designa, esencialmente, una unidad habitacional moderna.
El appartement tiene casi siempre un uso habitacional y de recepción (usos que no se diferenciaron hasta el siglo XIX) y está destinado a ser usado por una sola persona. Lo más común es encontrar en palacios y residencias nobiliarias un appartement para el esposo y otro para la esposa, ya que los matrimonios aristocráticos jamás comparten cama. Además de dichos appartements principales encontramos otros para los demás miembros de la familia, más o menos suntuosos en función de su jerarquía. Al articularse los palacios en appartements individuales, las piezas de uso común, más allá del vestíbulo y la escalinata, son prácticamente inexistentes.
Las piezas del appartement siempre se sitúan en enfilade (es decir “en hilera”), no solo con ánimo de seguir las directrices sobre simetría de tratadistas como Serlio, sino también para aumentar la grandiosidad del recorrido. La arquitectura barroca es por definición una arquitectura procesional.

## Origen y evolución

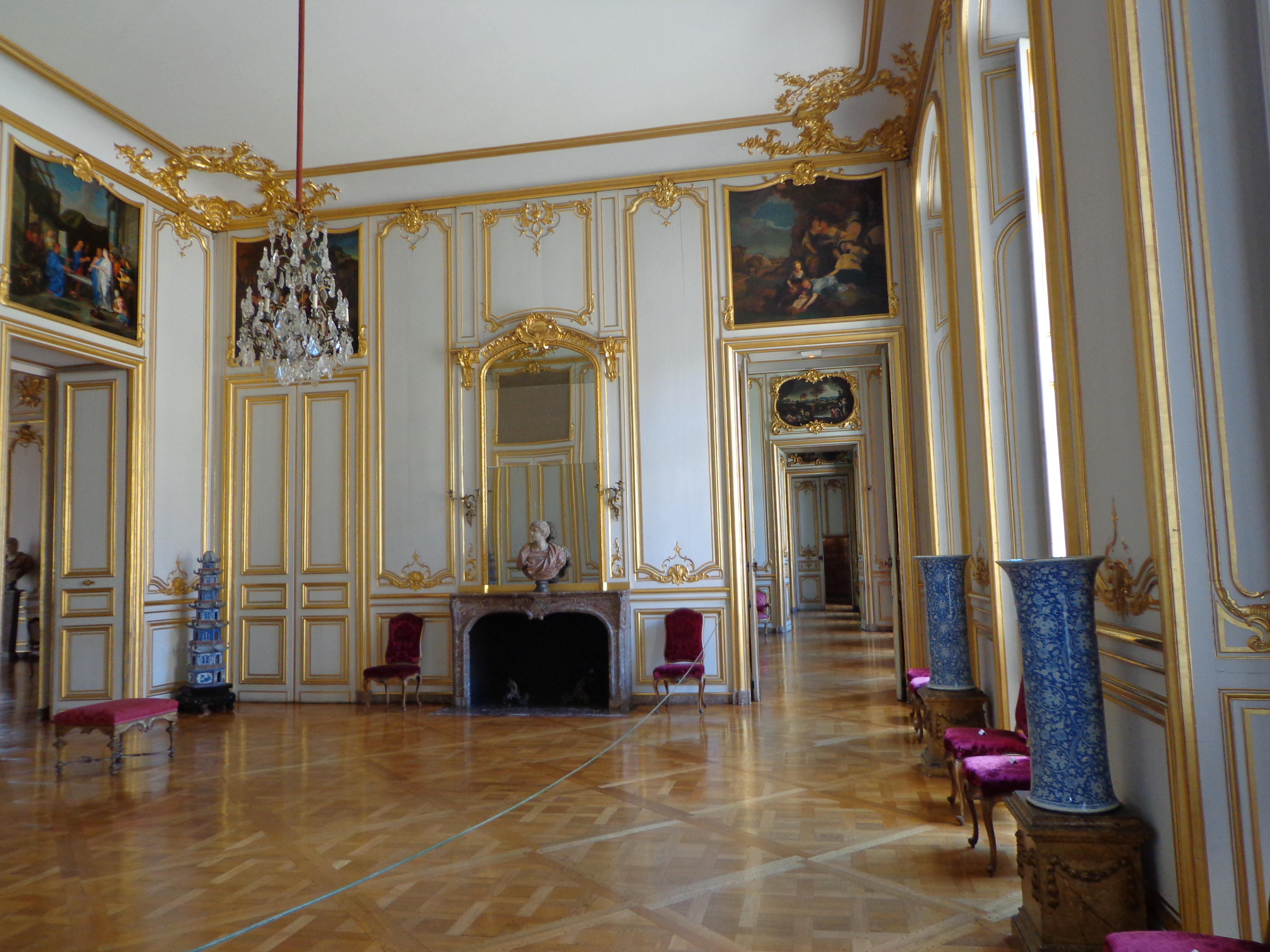
Antichambre en el Palais Rohan de Estrasburgo.

El inicio de lo que luego será el appartement puede encontrarse en el palacio del Louvre, por aquel entonces residencia de la Corte, bajo el reinado de Henri II. Es en esta época cuando hace su aparición la antichambre o antecámara (del italiano anticamera), que antecede a la cámara (chambre) del monarca y que la separa de la salle (la gran sala polivalente típicamente medieval) completamente abierta al público. Dicha nueva estancia permite alejar al monarca de los cortesanos y jerarquizar el acceso de susodichos al Rey o a otros miembros de la familia real.
Años más tarde, Henri III ordena recopilar el primer ceremonial de la corte, sistematizando el uso y el acceso a las distintas piezas del appartement, y multiplicar la cantidad de antichambres para alargar, y complicar, el recorrido que debe hacerse para llegar a estar en presencia del monarca.
En la misma época, finales de siglo XVI, suntuosos y amplios appartements son proyectados para los miembros de la familia real en palacios como Fontainebleau o las Tuileries. A partir entonces, la noción de appartement se empieza a difundir por las cortes europeas, siendo los prelados romanos los primeros en adaptar dicho esquema en sus palacios.
Sin embargo, la culminación del appartement llega con los suntuosos aposentos de Louis XIV primero en el Louvre y luego en Versailles, lo cual sella su éxito definitivo en las restantes cortes europeas.

## Elementos básicos

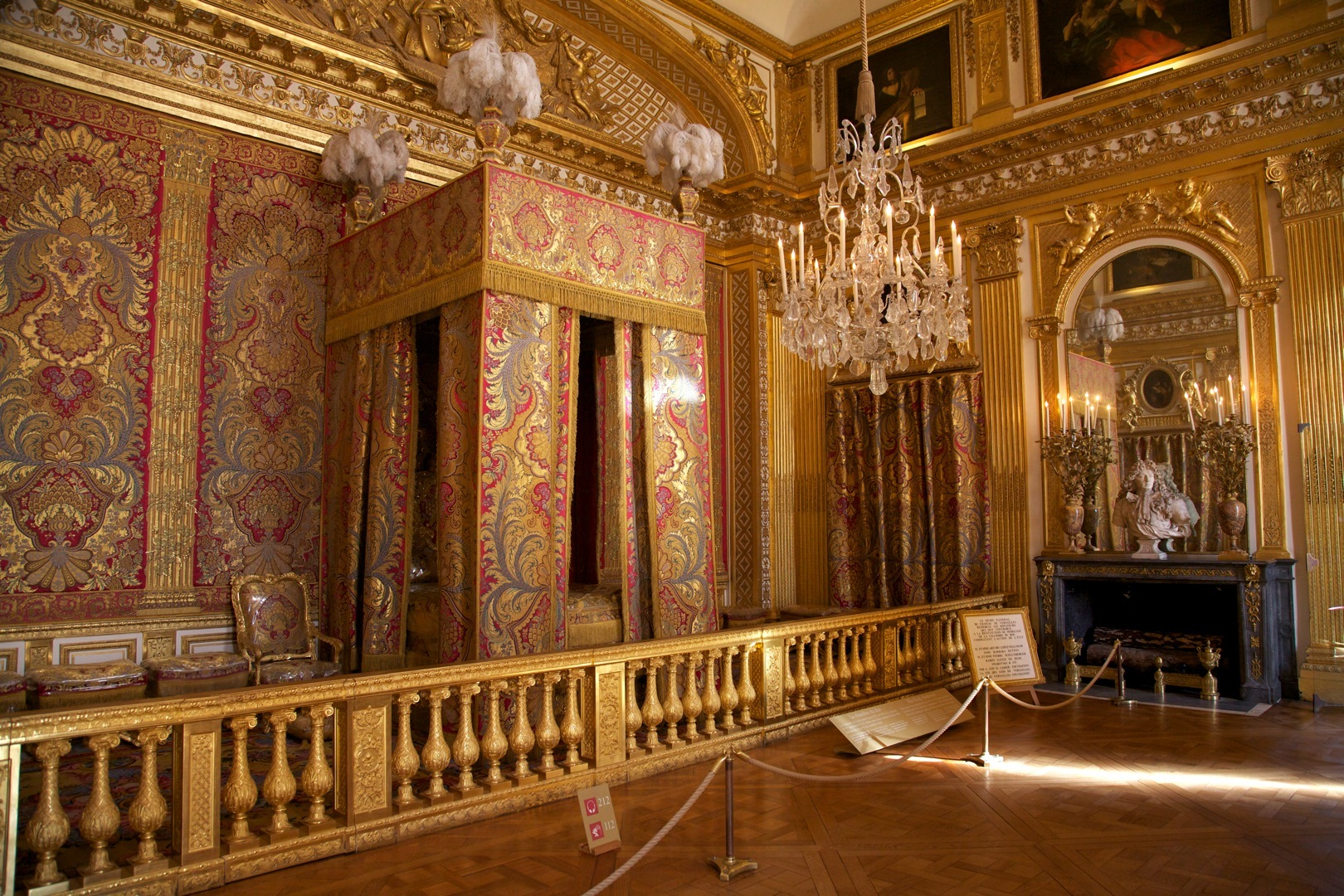
Chambre de Louis XIV en el Palacio de Versailles.

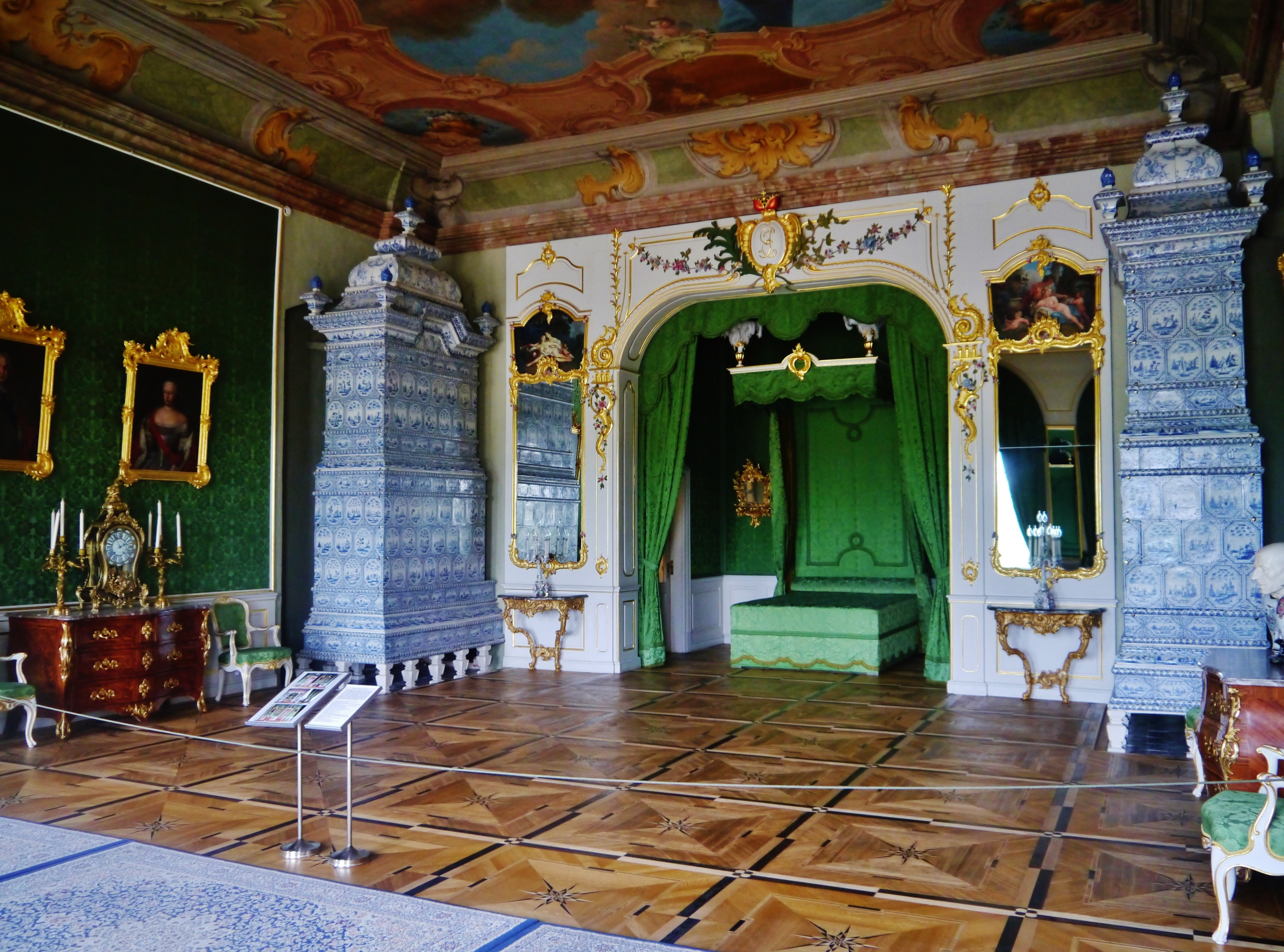
Chambre de parade del Duque de Curlandia en Rundale.

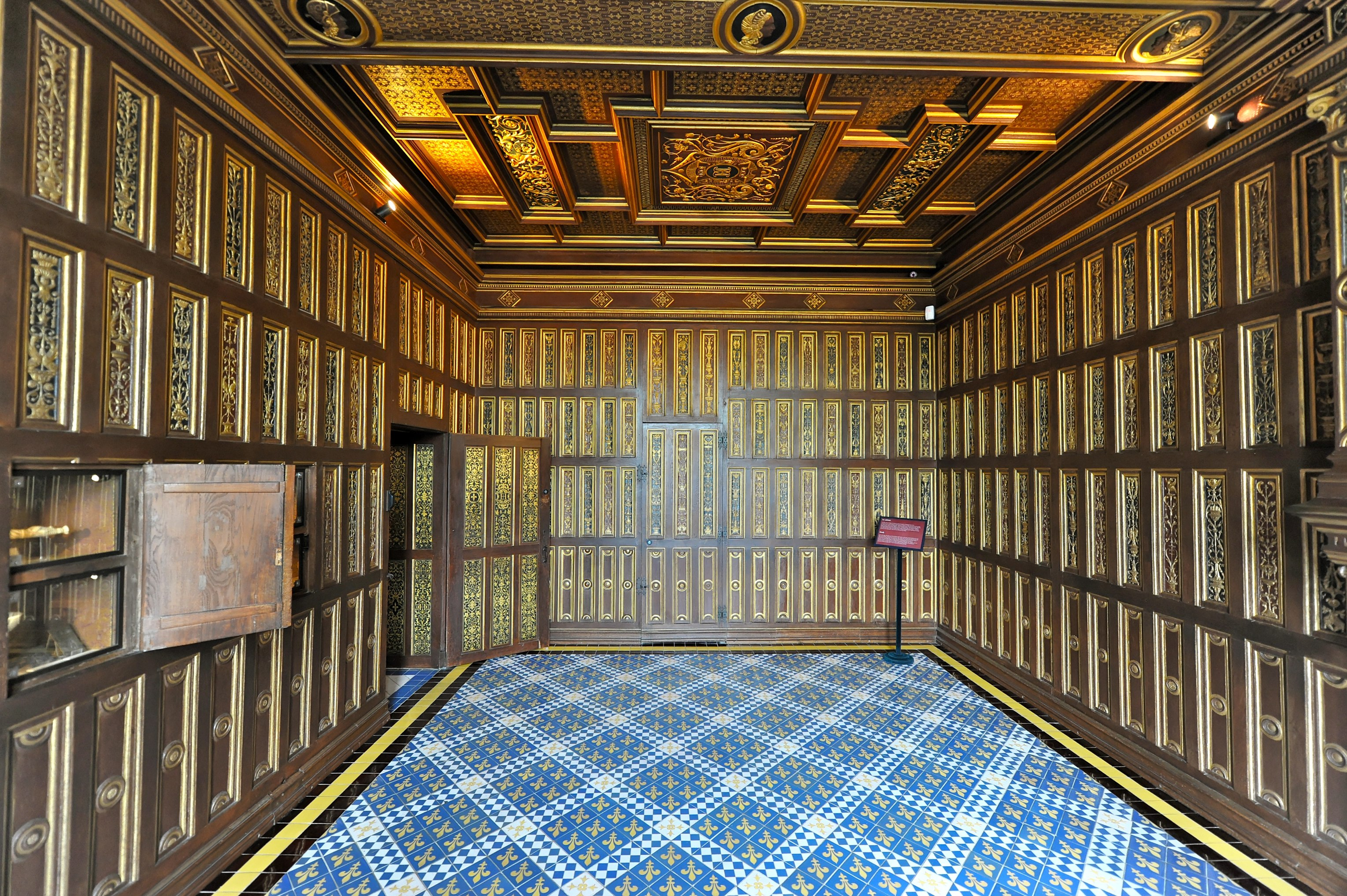
Cabinet de François I en el castillo de Blois.

Un appartement tiene como núcleo esencial una tríada de tres estancias, de las que Serlio ya habla en sus tratados (anticamera – camera - rietrocamera):
- antichambre: como su nombre indica, antecede a la chambre (cámara) y sirve para filtrar las visitas que esperan a ser recibidas por el señor o monarca. Como más antecámaras, más importante es el anfitrión, aunque lo más habitual es entre dos y tres. En función del rango de los visitantes, estos esperarán en la antichambre más cercana al vestíbulo (menos rango) o a la chambre (más rango).  En el siglo XVIII, se da una función más mundana a las antichambres, la segunda suele transformase en salon de compagnie, eso es, un salón para reuniones sociales.
- chambre: es el corazón del appartement, además de la estancia más suntuosa de la casa. En ella se perpetúa la tradición medieval de recibir las visitas en el dormitorio, ya que la chambre se usa también para dormir. En esta época, al contrario que la actualidad, el dormitorio no se concibe como una estancia privada. A partir de mediados del siglo XVII, la búsqueda de más comodidad hace que la chambre se desdoble en la chambre de parade (dormitorio de ceremonia) para recibir visitas y la chambre à coucher (dormitorio) para un uso privado.
- cabinet: es la estancia privada del appartement, aquella a la que solo se accede por invitación exclusiva del anfitrión. En ella, el dueño de la casa se viste, se baña, lee o frecuentemente sirve de lugar para recopilar sus colecciones de antigüedades y curiosidades, siendo el origen de las Wunderkammern. Como en el caso las antichambres, el señor también puede tener más de un cabinet.

Con frecuencia y desde mediados del siglo XVI, al appartement también se suele añadir:
- una salle des gardes (al principio del appartement, solo si es un palacio real): es la estancia más abierta del appartement, aquella donde permanece la guardia real día y noche. Es heredera de la salle de los castillo medievales, inmenso espacio completamente abierto al público y con un función polivalente: grandes banquetes, audiencias solemnes o mercadillos de los proveedores de la Corte.

- la galerie (al final del appartement): estancia alargada que en su inicio sirve de comunicación con la capilla o para pasear en días lluviosos. A pesar de su habitual suntuosidad y monumentalidad es una estancia privada, situada más allá del cabinet, y solo excepcionalmente sirve para celebraciones públicas. A partir de mediados del siglo XVII, la galerie se convierte en una estancia semipública, como el caso de la Galerie d’Apollon en el Louvre o la Galerie des Glaces en Versailles. En el Hôtel Lambert, la galerie se resitúa al lado del vestíbulo para facilitar su acceso. Las galeries también sirven para exponer las colecciones de arte y antigüedades, como en Fontainebleau o en Mantua, dando lugar a la galerías de arte.Gran Sala en el Castillo de Praga reconvertida en un mercadillo.

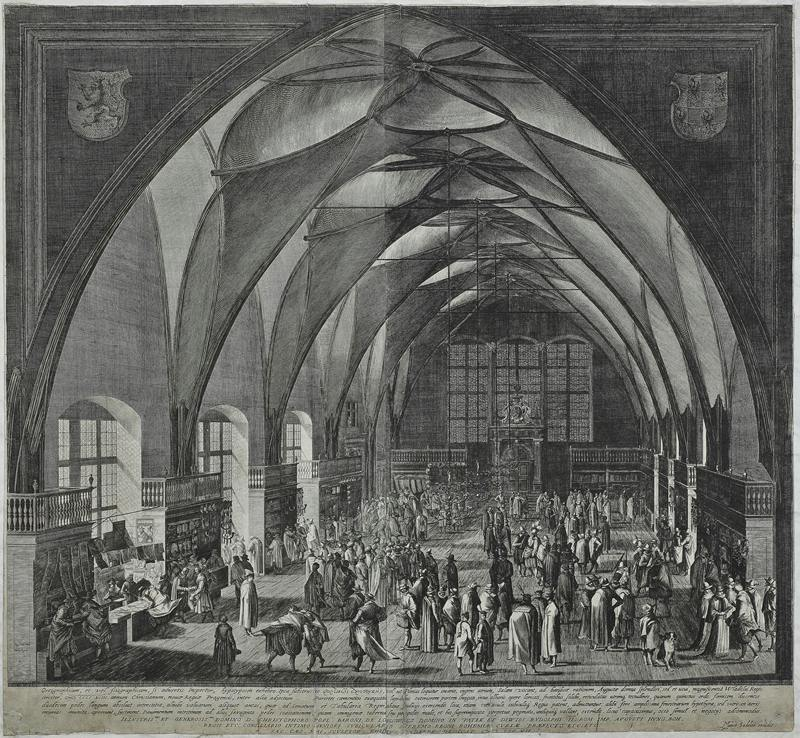
Gran Sala en el Castillo de Praga reconvertida en un mercadillo.

## Tipos deappartements
Se suelen clasificar en dos tipos básicos según su distribución y amplitud:
- appartement simple: aquel en el que las estancias en hilera ocupan toda la profundidad del edificio.
- appartement double: aparece a mediados del siglo XVII, son en realidad dos appartements paralelos, cada uno iluminado por un lado, ambos pertenecen a la misma persona. Usualmente, un conjunto de estancias se destinan a recepciones y otro a la vida privada.

## Nuevas estancias

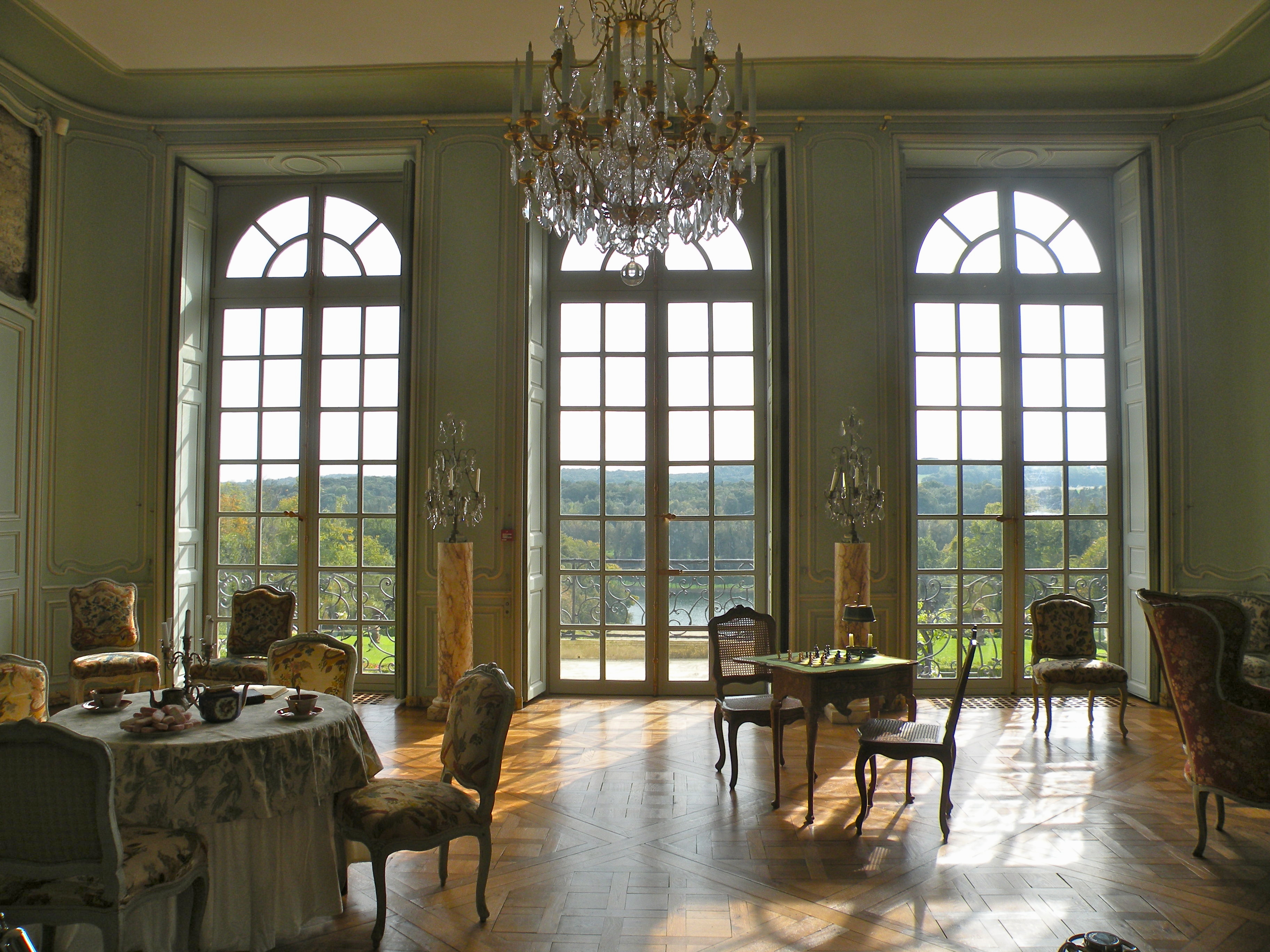
Salon en el Château de Villarceaux.

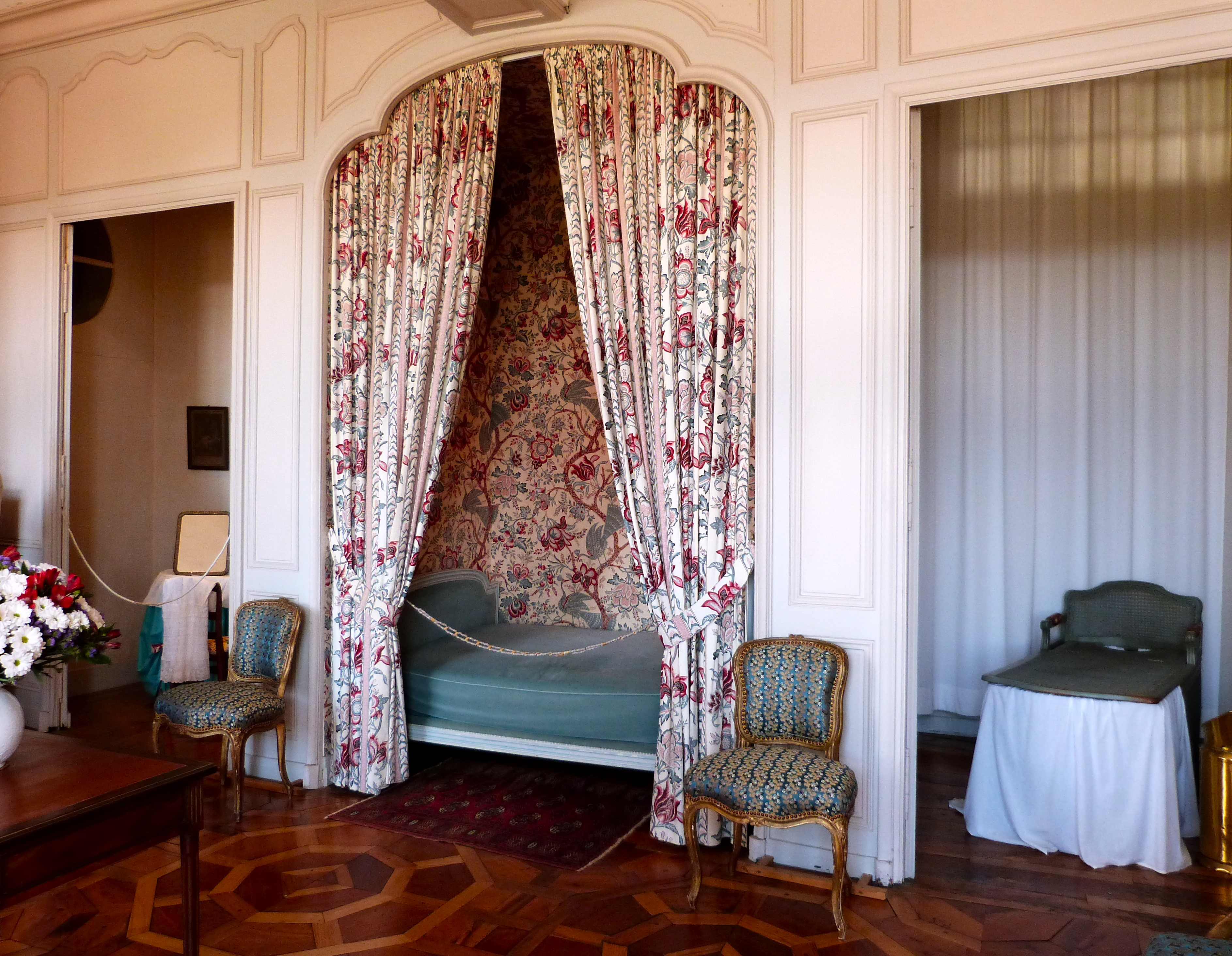
Chambre à alcove en Villandry.

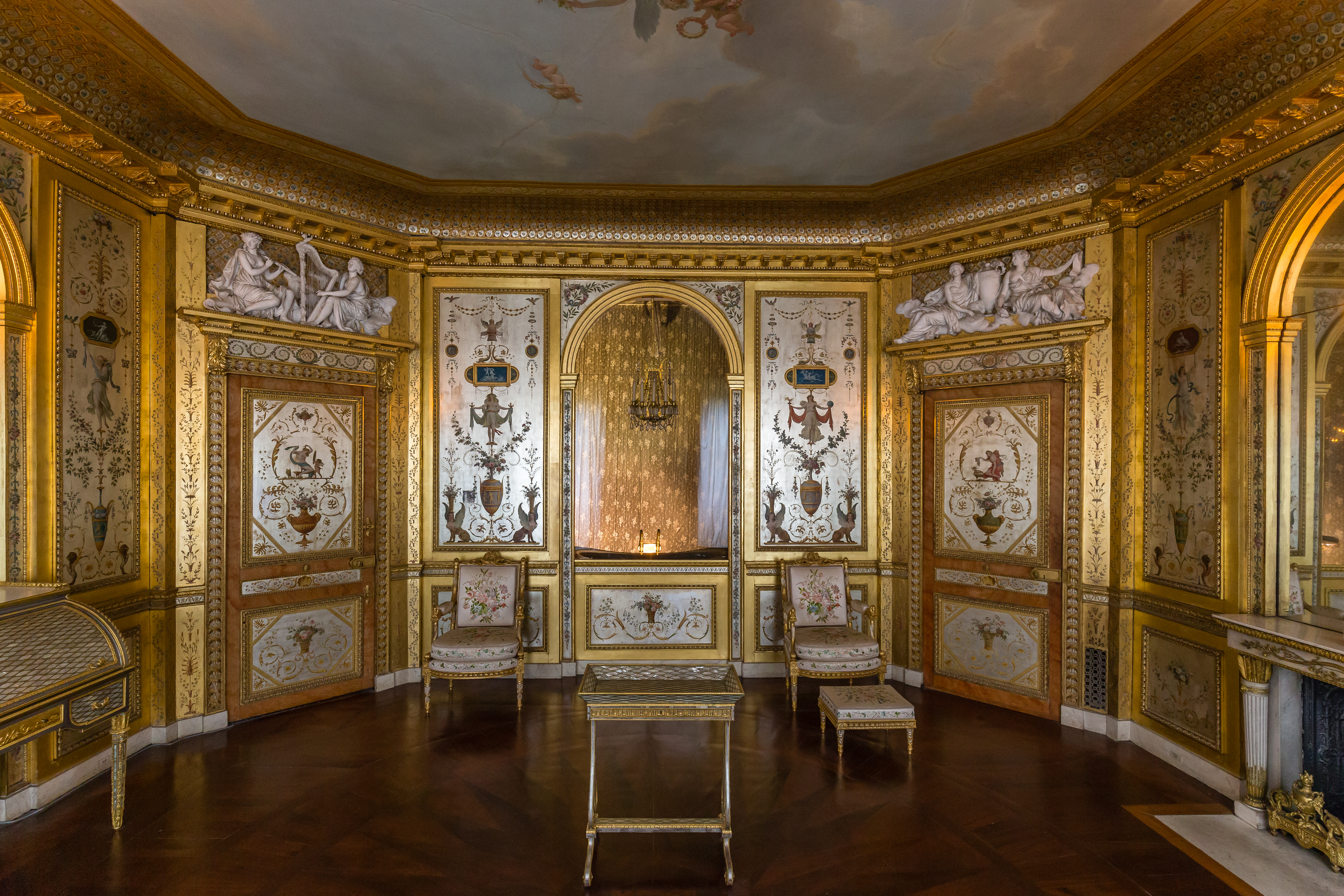
Boudoir de la reina Marie-Antoinette en Fontainebleau.

Desde mediados del siglo XVII y a lo largo de XVIII, aparecen nuevas estancias que ponen en jaque la tradicional distribución del appartement:
- salon o salon de compagnie: surge a mediados del siglo XVII de la necesidad de encontrar un espacio para reuniones sociales que sea más privado que la antichambre y menos solemne que la chambre. En el siglo XVIII, se convierte en el lugar por excelencia del modo de vida más decontracté (informal) de la época. Al contrario que las antichambres, sumariamente amuebladas, en el salon se busca ofrecer comodidad a los visitantes.
- chambre à alcove: estancia que tiene su origen en la “alcoba” española, es decir, un gran nicho en uno de los lados de la estancia que permite instalar la cama en un lugar más recogido y protegido del frío. Aparece hacia 1640-1650 en los castillos de Maisons o Vaux y en el siglo XVIII se convierte,  por su comodidad, en el dormitorio por excelencia.
- salle à manger: en los castillos franceses no existía una estancia exclusiva para comer, usualmente se hacía en una antecámara y con una mesa que se desmontaba y montaba cada vez. Probablemente en el castillo de Champs es donde aparece por primera vez un “comedor”, situado al lado del salón, y con grandes buffets de mármol tallado.
- boudoir: el tocador para damas es una estancia estrictamente íntima, pero apta para recibir visitas en petit comité, prima la comodidad y la privacidad. Aparece en el siglo XVIII, y se convierte en la estancia emblemática de la galantería de dicha época. A pesar de sus pequeñas dimensiones, usualmente adopta una decoración suntuosa y exuberante.
- salle de bains: antes de mediados del siglo XVII no era frecuente bañarse, las clases altas preferían desinfectarse con alcohol y cambiarse regularmente las ropa interior. Sin embargo, desde finales de dicho siglo los baños se generalizan y surge la necesitad de una estancia, fácil de caldear y privada, para bañarse. La salle de bains no debe confundirse con la chambre de bains, destinada a reposar después del baño.
- corridor: surge debido a la necesidad de circunvalar el appartement sin tener que cruzar todas las estancias. Aparece quizás por primera vez en el château neuf de Meudon, para poder comunicar cómodamente los dormitorios del séquito del Dauphin. Será una estancia fundamental no solo para aumentar el bienestar de los habitantes, sino también para facilitar el trabajo de los sirvientes.

## Metamorfosis y variaciones

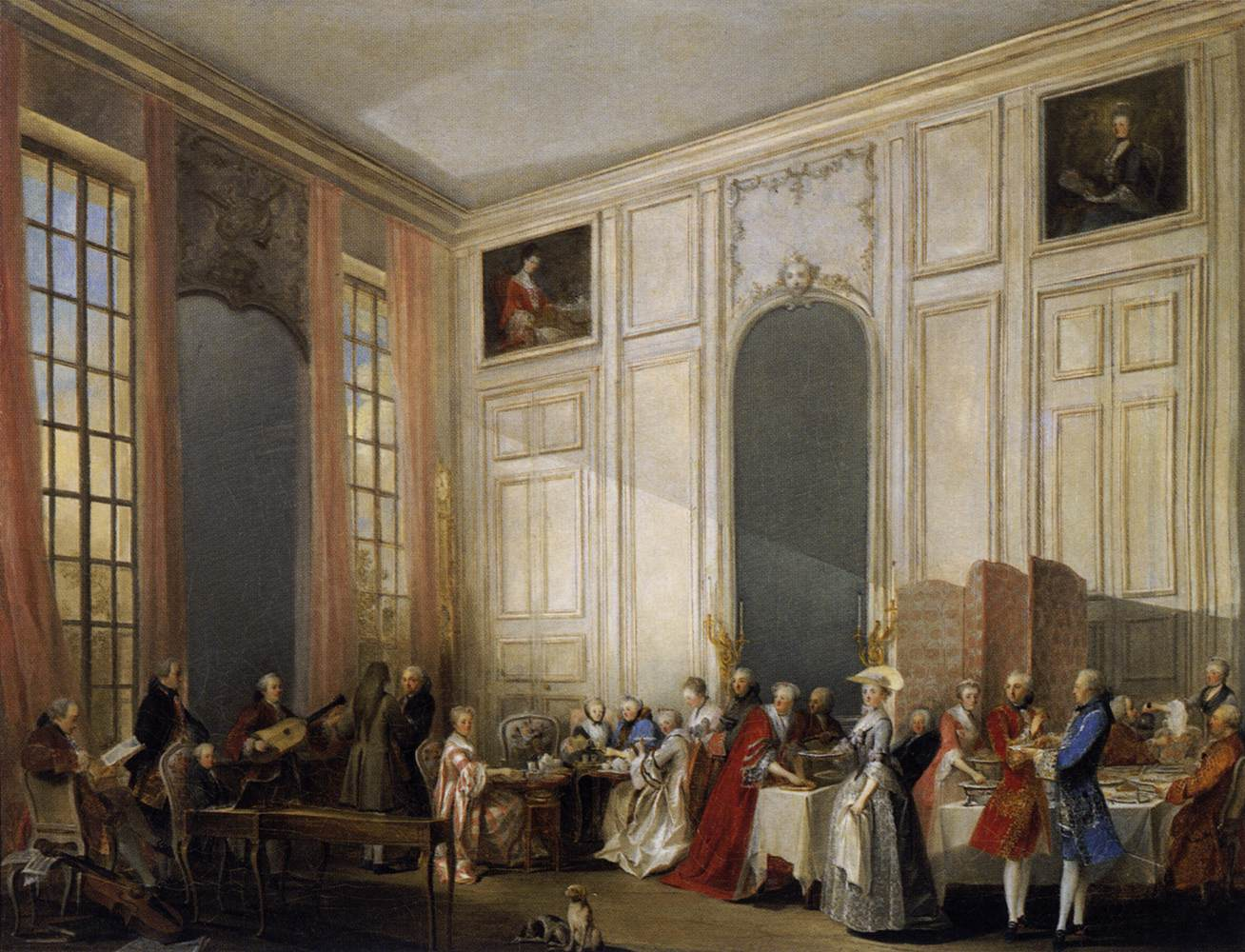
Salon de compagnie del Príncipe de Conti en el Temple.

A mediados del siglo XVIII, la cantidad de estancias que pueden formar un appartement es tan variada, que al famoso teórico Jacques-François Blondel llega a categorizar tres tipos de appartements:
- appartement de parade: es el más suntuoso de todos, el que contiene los mejores muebles y colecciones, está destinado exclusivamente a recepciones, por lo general matutinas, como el levée, que se realiza en la chambre de parade (ver más arriba). En varios castillos franceses dicho appartement es el mismo en el que se aloja el Rey cuando visita el castillo, ya que en Francia el monarca goza de droit de gîte, es decir derecho a alojarse en la casa de cualquiera de sus súbditos. Dicha tradición cae en desuso a partir del reinado de Louis XV.
- appartement privé o de commodité: es el que está destinado a la vida diaria, lo conforman estancias pequeñas, cómodas y fáciles de calentar en invierno. Cuenta con las últimas innovaciones como el boudoir, la chambre à alcove o la salle de bains.
- appartement de societé: se destina a la vida social, pero de una forma más desenfadada que en el appartement de parade, generalmente se usa durante el almuerzo, la tarde y la cena. Es donde encontramos los escenarios para la vida mundana, como el salon de compagnie o la salle à manger.

## Fin delappartement
La llegada del siglo XIX y el progresivo aburguesamiento de la aristocracia llevan a la desaparición del tradicional esquema de appartement. El appartement de parade desaparece definitivamente, a excepción de los grandes palacios reales, quedando simplemente divididas las casas en estancias públicas en la planta baja y estancias estrictamente privadas en el primer piso. No obstante, dicha simplificación de la distribución no impide que el siglo XIX sea también muy prolijo en la invención de nuevas estancias como el fumoir (salón de fumar), el jardín d’hiver (jardín de invierno o estufa), el salón de billar o el comedor de diario.